# Frans Snyders
Frans Snyders eller Snijders (født 11. november 1579, død 19. august 1657) var en flamsk maler, som var specialiseret i at male dyr og stillebener.